# Cyril Clowes
Pour les articles homonymes, voir Clowes.
Cyril Albert Clowes 1er mars 1892 – 19 mai 1968 né à Warwick (Queensland), Queensland et décédé à Melbourne, Victoria  est un général australien de l'Australian Defence Force pendant la Seconde Guerre mondiale.

## Biographie
Clowes est né à Warwick dans le Queensland, et est entré au Collège militaire royal, à Collège militaire royal de Duntroon en 1911. En août 1914, il est diplômé et est nommé lieutenant dans l'armée impériale australienne (AIF), dans la commission de la force militaire permanente.

### Première Guerre mondiale
Posté avec la 1re Field Artillery Brigade, il débarque à Gallipoli le 25 avril 1915 et sert comme officier observateur avancé et dirige l'artillerie navale contre les positions turques durant la Bataille des Dardanelles. Il est blessé à Gallipoli, il est promu au grade de capitaine dans la 2e division d'artillerie en Égypte en janvier 1916 lors de la Bataille de Magdhaba.
Sur le front de l'Ouest en 1916, Clowes sert comme officier de mortier de tranchée dans la 2e division et reçoit la Croix de guerre 1914-1918 (France). Il reçoit une promotion au grade de major en janvier 1917 et l'année suivante il est décoré de l'Ordre du Service distingué pour son action à Villers-Bretonneux lors de la Seconde bataille de la Marne.

### Entre-deux-guerres
Il retourne en Australie en avril 1919 et quitte la AIF en juin.
En 1920 Clowes prend un poste d'instructeur à Collège militaire royal de Duntroon, et il y resta jusqu'en 1925. Cette année il s'est marié avec Eva Magennis, et a déménagé à Brisbane. Il a rempli des fonctions similaires à Sydney et à Darwin jusqu'à ce qu'en 1936, il a été promu au grade de lieutenant-colonel. Il est allé en Angleterre et a suivi un cours personnel d'artillerie, avant de retourner en Australie comme chef instructeur à l'École d'artillerie de Sydney. En août 1939, il a reçu le commandement de la 6e région militaire de l'Australie et est promu au grade de colonel.

### Seconde Guerre mondiale
Lorsque la Seconde Guerre mondiale a commencé, Clowes est fait un brigadier général, et en avril 1940 il est nommé commandant de l'Artillerie royale australienne. Clowes participe au retrait du combat à Pinios Gorge, en Grèce, en avril 1941 durant la Bataille de Grèce. Les Allemands ont tenté d'enfoncer un coin entre les unités grecques et les forces alliées envoyé à leur secours. Clowes a réussi à tenir la gorge contre une forte attaque de chars allemands, jusqu'à ce que la situation sur d'autres parties du front se stabilise.
Bien que la Grèce est tombée et la campagne a été un échec, les tactiques de Clowes ont minimisé les victimes dans le retrait de la force alliée. Clowes est retourné en Australie en janvier 1942, et a été promu général de division et a reçu le commandement de la 1re Division.
En mai 1942, le général Douglas MacArthur, commandant en chef allié de l'Occident Pacifique Sud (C à C SWPA), a ordonné la construction d'un aérodrome à Milne Bay, à l'extrémité orientale de la Nouvelle-Guinée. Son intention était d'utiliser l'aérodrome pour tenter la reconquête de Rabaul, prise par l'Armée impériale japonaise. Les japonais l'ont pris car ils pouvaient être une base pour les sorties de bombardement sur les villes du sud est de l'Australie. MacArthur a demandé à Thomas Blamey d'envoyer des troupes pour sécuriser le site.
Initialement une brigade de milice a été envoyée. Comme la construction progressait, elle a été progressivement renforcée avec les troupes régulières. Clowes, désormais promu au grade de major général, atteint la baie de Milne et le commandement des troupes australiennes juste quatre jours avant l'attaque des Japonais, c'est la Bataille de la baie de Milne.

## Décorations
- Croix de guerre 1914-1918 (France)
- Ordre du Service distingué